# Ludwig Franzisket
Ludwig « Zirkus » Franzisket, né le 26 juin 1917 à Düsseldorf et mort le 23 novembre 1988 à Münster, est un pilote de chasse et biologiste allemand.
Il est crédité de 43 victoires pendant la Seconde Guerre mondiale.
Il est décoré de la croix de chevalier de la croix de fer le 23 juillet 1941.
Après la Seconde Guerre mondiale, en 1946, Franzisket fréquente l'université de Münster où il étudie la biologie, la chimie et la physique. En 1950, il obtient un doctorat en philosophie (en latin : Doctor rerum naturalium, en abrégé Dr. rer. nat.) en biologie.
Il dirige à partir de 1956 le Westfälisches Museum für Naturkunde (en).

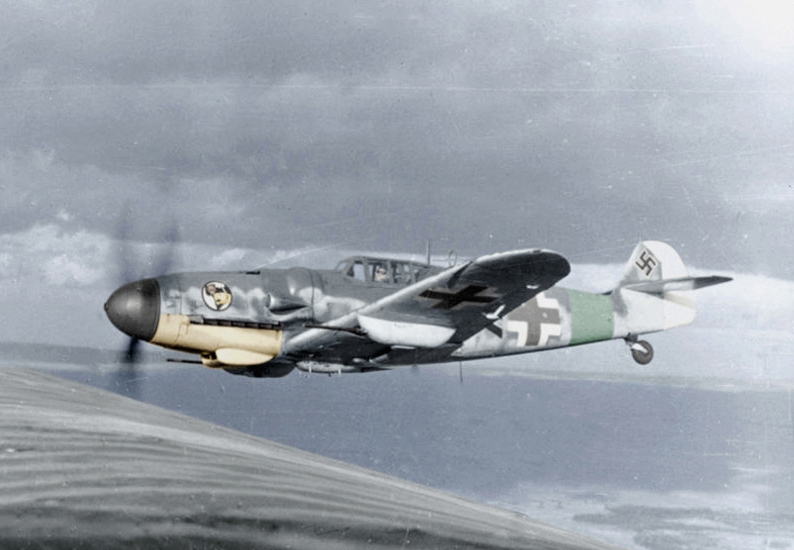
Photographie colorisée d'un Messerschmitt Bf 109 de l'unité Jagdgeschwader 27 (JG 27), en 1943. Cet appareil précis a été piloté par l'as Ludwig Franzisket au début de l'année 1944.